# Alfvén-hullám
Az Alfvén-hullám transzverzális magnetohidrodinamikai hullám, amelyben ionok oszcillálnak egy effektív mágneses visszatérítő erő hatására. A hullámok dinamikája hasonló egy rezgő húr dinamikájához.
A fázissebességet a következő képlet adja meg:
C2 = μH2/4πρ
ahol
μ a permeabilitás,
H a mágneses tér erőssége
ρ a folyadék sűrűsége
Disszipációs hatása lehet a folyadék viszkozitásának és elektromos ellenállásának. 
Proton-elektron plazma esetén a fázissebességet megadó képlet egyszerűbben is felírható a mágneses térerősség (B) és a térfogategységben jelen lévő töltött részecskék száma (n) alapján.
C = (1,7 × 106)B / n1/2
Az Alfvén-hullám úgy viselkedik, mint egy lökéshullám, mint egy szuperszonikus hanghullám, amit az okoz, hogy a plazma sebessége nagyobb, mint az Alfvén-sebesség. A különbség az, hogy ezt nem részecskék, hanem hullámok egymásra hatása hozza létre. Az olyan plazmában lévő részecskék, amik például a felső légkörben vagy az űrben vannak, túl távol vannak egymástól ahhoz, hogy egymással megfelelő számban ütközzenek.

## Előfordulása
- napkorona
- napszél[1]
- fúziós plazmák